# MMC TV
 (avril 2014).
Si vous disposez d'ouvrages ou d'articles de référence ou si vous connaissez des sites web de qualité traitant du thème abordé ici, merci de compléter l'article en donnant les références utiles à sa vérifiabilité et en les liant à la section « Notes et références ».
MMC TV (Mesopotamia Music Channel) est la première chaîne musicale kurde. Elle diffuse essentiellement des clips. Les téléspectateurs peuvent envoyer des SMS qui sont par la suite affichés à l'écran. La chaîne est accessible dans 78 pays :
Depuis le satellite Eurobird 9 :
- Fréquence 11.842
- SymbolRate (SR) 27.500
- FEC 3/4
- Polarisation : verticale

Depuis le satellite Nilesat :
- Fréquence 11.353
- SymbolRate (SR) 27.500
- FEC 5/6
- Polarisation : Verticale